# Юлія Першута
Юлія Першута (нар. 6 травня 1990, Київ, Українська РСР) — українська акторка театру та кіно, режисерка.

## Походження та навчання
Юлія Першута народилась 1990 року в Києві.
Вона навчалася у Київському національному університеті театру, кіно і телебачення імені Івана Карпенко-Карого.

## Творчість
Після закінчення вишу Юлія Першута працювала у академічному театрі драми і комедії на лівому березі Дніпра в Києві. Так, у 2013 році дебютувала як режисер у виставі «Фрекен Жюлі».
З 2016 року працює у трупі Нового драматичного театру на Печерську.
Дебютувала у кіно у 2017 році епізодичною роллю санітарки у телесеріалі «Кохати та вірити». Потім були цілий ряд інших епізодичних ролей. Найактивнішим став 2018 рік — коли Юлія знялась у дев'яти фільмах.

### Театральні ролі
Новий драматичний театр на Печерську
- «Отрада і Втіха»;
- «Gogol.Поіск»;
- «Блез»;
- «Бог Різанини»;
- «Онєгін» за Олександром Пушкіним — Ольга Ларіна
- «Легені» за Данканом Макміланом

Київський академічний театр драми і комедії на лівому березі Дніпра
- «З коханими не розлучайтеся» (акторка / режисерка)

### Ролі в кіно
| Рік  |   | Назва                        | Роль                                                  |
| ---- | - | ---------------------------- | ----------------------------------------------------- |
| 2020 | с | Спіймати Кайдаша Україна     | Іра                                                   |
| 2019 | с | Таємниці Україна             | Валентина                                             |
| 2018 | ф | Троє в лабіринті             | продавчиня                                            |
| 2018 | с | Опер за викликом Україна     | хореограф (в 11-й серії «Полювання на зірку»)         |
| 2018 | с | Обман                        | квітникарка                                           |
| 2018 | ф | Новорічний ангел Україна     | Ліда, подруга Насті                                   |
| 2018 | с | Ненадісланій лист Україна    | помічниця керівника табору                            |
| 2018 | с | На гойдалці долі             | секретарка                                            |
| 2018 | с | Вірити й чекати              | Віра                                                  |
| 2018 | с | Благими намірами             | покупець                                              |
| 2018 | с | Ангеліна Україна             | епізод                                                |
| 2018 | с | Специ                        | дівчина                                               |
| 2018 | с | Із минулого з любов'ю        | епізод                                                |
| 2017 | с | Підкидьки-2 Україна          | епізод                                                |
| 2017 | с | Мій улюблений привид Україна | епізод                                                |
| 2017 | с | Пес-3 Україна                | Анна Чернобай, дружина Максима (в 21-й серії «Скуті») |
| 2018 | с | Кохати та вірити Україна     | санітарка                                             |